# Rollende liniaal

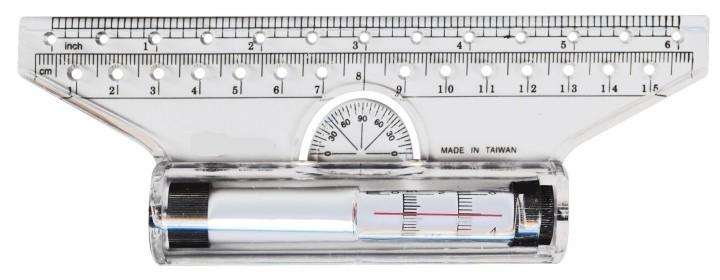
een rollende liniaal

Een rollende liniaal is een liniaal die van binnen een rol bevat, die het mogelijk maakt over een blad papier of een andere oppervlakte waar hij wordt gebruikt, te "rollen" zonder daarbij van oriëntatie te veranderen. Met een rollende liniaal kan men daardoor snel en eenvoudig evenwijdige rechte lijnen trekken.
Sommige rollende linialen hebben bovendien nog andere functies die bijvoorbeeld kunnen helpen bij het tekenen van diagonalen en andere hulpmiddelen waarmee het mogelijk is om functies van een gradenboog en een passer te verrichten.